# On the Floor at the Boutique
On the Floor at the Boutique è un album dal vivo del disc jockey britannico Fatboy Slim, pubblicato il 25 agosto 1998 dalla Skint Records.

## Tracce
1. Michael Viner's Incredible Bongo Band – Apache – 2:46 (Jerry Lordan)
2. Fred Wesley e The Horny Horns – Discositdown – 3:34 (George Clinton, Michael Clark, Eddie Hazel)
3. Clockwork Voodoo Freaks – Deaf Mick's Throwdown – 2:04 (Ian Thompson)
4. Jungle Brothers – Because I Got It Like That (Ultimatum Mix) – 3:10 (Nathaniel "Afrika Baby Bam" Hall, Michael "Mike Gee" Small)
5. Bassbin Twins – Vol 1 Side 2 Track 2 – 2:31 (Bassbin Twins)
6. Mr. Natural – That Green Jesus – 4:31 (Aaron Gilbert)
7. Deeds Plus Thoughts – The World's Made Up of This & That (Fatboy Slim Mix) – 3:29 (Rob Cairns)
8. Fatboy Slim – Michael Jackson – 4:38 (Fatboy Slim)
9. DJ Tonka – Phun-Ky – 4:45 (Thomas R. Gerlach)
10. Cut & Paste – Forget It – 3:05 (Andy Gardner, Matt Cantor)
11. Buzzthrill – Everybody in the House – 3:01 (Mike Nice, Charlie Londono, Tony Faline)
12. C.L.S. – Can You Feel It? – 4:03 (Darren Robinson, Zahid Tariq, Todd Terry, Daneel)
13. Aldo Bender – Acid Enlightenment – 2:27 (Mark Bell, Birchell, Aldo Bender)
14. Christopher Just – I'm a Disco Dancer – 2:29 (Christopher Just)
15. Hardknox – Psychopath – 4:14 (Hardknox)
16. Cirrus – Break In – 3:28 (Aaron Carter, Stephen James Barry)
17. Psychedeliasmith – Give Me My Auger Back – 4:21 (Psychedeliasmith)
18. Cut La Roc – Post Punk Progression – 2:20 (Lee Potter)
19. Fatboy Slim – The Rockafeller Skank – 6:05 (Fatboy Slim)

## Classifiche
| Classifica (1998-00) | Posizione massima |
| -------------------- | ----------------- |
| Germania             | 59                |
| Stati Uniti          | 173               |